# RCN (radio)
Ne doit pas être confondu avec es:RCN Radio.
RCN (Radio Caraïb Nancy) est une radio associative fondée en 1988 sur le plateau de Haye à Nancy.

## Histoire de R.C.N.
Installée à Nancy, sur le plateau de Haye, RCN diffuse, 24h/24h, jusque 60 km autour de Nancy, des émissions culturelles et éclectiques, musicales et thématiques sur le 90.7. Cette radio associative est financée à hauteur de 40 % par le Fonds de soutien à l'expression radiophonique locale (FSER). La ville de Nancy, la communauté de communes du Grand Nancy et le département de Meurthe-et-Moselle participent aussi au financement. 
Chaque jour, les bénévoles animent des émissions culturelles ou des programmes musicaux de 9 h à 19 h.
Depuis le 1er novembre 2007, RCN diffuse son programme sur internet, par la technologie du streaming.
En 2014, les aides versées pour l'emploi d'un technicien salarié ont été diminuées et le retard apporté aux versements des subventions ont menacé la survie de la radio. Un financement participatif a permis de rétablir les finances.
Depuis janvier 2016, le président est Christophe Chevardé.

## Sources
- Dominique Auzias, Jean-Paul Labourdette, Nancy 2015 Petit Futé, p.274,  éd. Petit Futé,  (ISBN 274698203X)
- 100ans de Radio: Radio Caraïb Nancy, R.C.N